# Línea 141 (Rosario)
Línea 141 es una línea de transporte urbano de pasajeros de la ciudad de Rosario, Argentina. El servicio está actualmente operado por la empresa Movi.
Anteriormente el servicio de la línea 141 era prestado desde sus orígenes y bajo la denominación de línea 225 por Transportes Saladillo S.A. (cambiando en 1986 su denominación a línea 141), y luego por Rosario Bus, quien luego en 2017, la transfiere a la órbita de la desaparecida Empresa Mixta de Transporte hasta el 31 de diciembre de 2018. Desde el 1° de enero de 2019 hasta la actualidad, la empresa Movi es la explotadora de esta línea de transporte.

## Recorrido

### 141
Servicio diurno y nocturno.
|  |  | KBHFa |

|  |  | BHF |

|  |  | BHF |

|  |  | BHF |

|  |  | STR+lBUEq |

|  |  | BHF |

|  |  | BHF |

|  |  | STR+lBUEq |

|  |  | STR+lBUEq |

|  |  | BHF |

|  | STR+l | ABZgr |  |

| CONTf | BHF | STR |  |

|  | STR | BHF | CONTg |

| CONTf | KRZ | KRZu | CONTg |

| BUS2 | DST | STR |  |

| CONTf | BHF | STR |  |

| CONTf | BHF | STR |  |

|  | STR | BHF | CONTg |

|  | STR | BHF | CONTg |

|  | STR | BHF | CONTg |

| CONTf | BHF | STR |  |

|  | STR | BHF | CONTg |

| BUS2 | DST | STR |  |

|  | STRl | ABZg+r |  |

|  |  | BHF |

|  |  | BHF |

|  |  | BHF |

|  |  | BHF |

|  |  | BHF |

|  |  | BHF |

|  |  | BHF |

|  |  | BHF |

|  |  | BHF |

|  |  | BHF |

|  |  | BHF |

|  |  | BHF |

|  |  | BHF |

|  |  | KBHFe |